# Pointer-Nunatak
Der Pointer-Nunatak ist markanter Nunatak im ostantarktischen Coatsland. Er ragt 1235 m hoch unmittelbar östlich des Gebirgskamms Wedge Ridge in den Haskard Highlands im Westteil der Shackleton Range auf.
Kartiert wurde er 1957 von Teilnehmern der Commonwealth Trans-Antarctic Expedition (1955–1958) unter der Leitung des britischen Polarforschers Vivian Fuchs (1908–1999). Er wurde so benannt, weil er eine wichtige Landmarke für die Route vom Blaiklock-Gletscher zum Stratton-Gletscher darstellt, welche einen Zugang vom westlichen in den östlichen Abschnitt der Shackleton Range bietet.